# T Насоса
T Насоса (англ. T Antlia) — классическая цефеида на расстоянии 10-12 тысяч световых лет от Солнца в созвездии Насоса. Представляет собой бело-жёлтый сверхгигант спектрального класса F6Iab, видимая звёздная величина меняется в пределах от 8,86 до 9,76 с периодом 5,89820 дней.

## Переменность
Видимая звёздная величина меняется регулярно с периодом 5,89820 дней. Кривая блеска имеет повторяющуюся правильную форму и обладает быстрым подъёмом, занимающим 23% от периода, и медленным спадом. Максимальная яркость соответствует видимой звёздной величине 8,86, минимальный блеск достигается при 9,76; эти значения также сохраняются на длительных интервалах времени.
Амплитуда, форма кривой блеска, период и постоянство параметров кривой блеска свидетельствуют о том, что T Насоса является цефеидой. Однако точный тип переменности достоверно не известен. Звезду относят к цефеидам второго типа, старым звёздам второго типа населения, но есть и гипотезы о принадлежности объекта к более молодым и массивным классическим цефеидам, также известным как переменные типа δ Цефея.
Расчёты показывают, что период пульсации увеличивается примерно на полсекунды в год. Это также означает снижение эффективной температуры, что должно происходить как при первом пересечении полосы нестабильности после ухода звезды с главной последовательности, так и при движении по голубой петле. Первое пересечение полосы нестабильности очень быстрое, считается, что T Насоса пересекает полосу в третий раз (второе пересечение происходит при увеличении температуры в начале голубой петли).
Изменение блеска цефеид происходит вследствие пульсации их верхних слоёв, что приводит к изменению как температуры, так и радиуса. Радиус T Насоса по оценкам меняется на 5.4 радиусов Солнца, то есть на 10% своего радиуса. Температура и, следовательно, спектральный класс, также меняются. Предположительно, спектральный класс меняется от F6 до G5.

## Звёздная система
Анализ формы кривой блеска показал небольшие отклонения, которые можно описать синусоидой. Предполагается, что такие вариации связаны с орбитальным движением переменной звезды. Тем не менее, наличие второго компонента в системе не подтверждено. Предполагаемый объект-компаньон должен совершать полный оборот вокруг главной звезды за 42,4 года, большая полуось орбиты при этом составляет около 10.8 а. e..
Неплотное рассеянное скопление находится вблизи местоположения T Насоса. Вписывание изохрон в распределение данных о наиболее ярких звёздах показывает точку поворота с главной последовательностью, сопоставимую с положением T Насоса на диаграмме Герцшпрунга — Рассела. Наиболее голубые звёзды скопления и сама T  Насоса лучше всего соответствуют изохроне возрастом 100 миллионов лет. Вписывание изохроны в расположение красных звёзд даёт оценку возраста около 79 миллионов лет.